# Grundångeln
Grundångeln är en sjö i Falu kommun i Dalarna och ingår i Dalälvens huvudavrinningsområde.